# Rhyacophila balcanica
Rhyacophila balcanica là một loài Trichoptera trong họ Rhyacophilidae. Chúng phân bố ở miền Cổ bắc.